# Ulrich von Oertzen

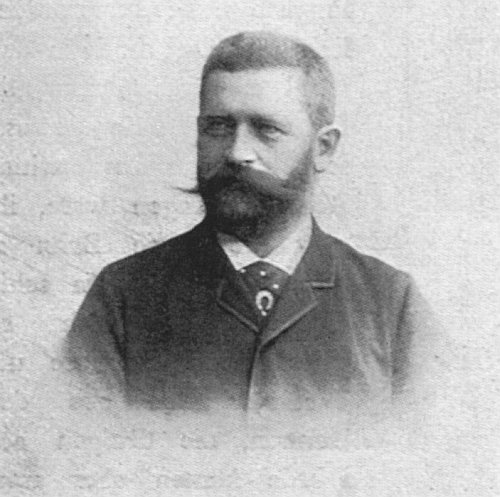
Ulrich von Oertzen

Ulrich August Wilhelm von Oertzen (* 6. Dezember 1840 in Barsdorf; † 23. Februar 1923 in Rostock) war ein deutscher Gutsbesitzer, Landrat und Reichstagsabgeordneter. Für die Weiterentwicklung des Galopprennsports und die Vollblüterzucht im Deutschen Kaiserreich war er von herausragender Bedeutung.

## Leben
Ulrich von Oertzen wurde als siebentes von neun Kindern des mecklenburgischen Gutsbesitzers und Oberhauptmanns auf Lübbersdorf Wilhelm von Oertzen (1803–1889) und dessen Frau Auguste geb. von Balthasar (1809–1879) geboren. Er besuchte das Gymnasium in Neubrandenburg, bestand im Herbst 1859 das Abitur und begann noch im selben Jahr ein Studium der Rechtswissenschaften an der Rheinischen Friedrich-Wilhelms-Universität. 1860 wurde er im Corps Borussia Bonn aktiv. Als Inaktiver wechselte er an die Friedrich-Wilhelms-Universität zu Berlin.
Sein Pferd Investment war 1869 der erste Sieger des Norddeutschen Derbys (heute: Deutsches Derby) überhaupt. 1872 gewann er mit Hymenaeus das Derby ein zweites Mal. Den Preis der Diana gewann er mit Caro Dame (1870), Zwietracht (1873) und Lore (1901) sogar dreimal. Weiter war er Mitbegründer und 30 Jahre Mitglied der Technischen Kommission des Berliner Union-Klubs, dessen Präsidium er auch angehörte. Auf seinem Gut in Remlin hatte er ein Gestüt aufgebaut. Mit dem von ihm selbst gezogenen Hengst Hannibal, Sieger im Deutschen St. Leger und im Großen Preis von Berlin, übte er nachhaltigen Einfluss auf die deutsche Vollblutzucht aus. Hannibal war lange Zeit auf dem Hauptgestüt Graditz als Deckhengst aufgestellt.
1866/67 wurde er Offizier im Leib-Garde-Husaren-Regiment. Er kämpfte im Deutschen Krieg und im Deutsch-Französischen Krieg und schied als Major aus dem Dienst. Er wurde 1873 Regierungsassessor und war von 1876 bis 1890 Landrat im Landkreis Jüterbog-Luckenwalde. Danach war er ab 1893 dreieinhalb Jahre Oberregierungsrat in Hannover. Er vertrat von 1879 bis 1890 und von 1908 bis 1918 den Kreis Jüterbog-Luckenwalde im Preußischen Abgeordnetenhaus, Außerdem war er Mitglied des mecklenburgischen Landtags.
Als Mitglied der Deutschen Reichspartei saß er ab 1903 für den Wahlkreis Regierungsbezirk Potsdam 9 (Zauch-Belzig, Jüterbog-Luckenwalde) im Reichstag (Deutsches Kaiserreich). Sein Mandat wurde am 3. April 1913 für ungültig erklärt.
Seit 11. Mai 1938 ist der Oertzenweg im Berliner Stadtteil Zehlendorf nach ihm benannt.